# Кильке
Культура Ки́льке охватывала южноамериканский регион вокруг современного Куско в Перу в промежутке между 900 и 1200 годами до прихода сюда инков в XIII веке.
Культура Кильке процветала на перуанском нагорье в Поздний промежуточный этап доколумбовой хронологии Перу и Андского региона. Они возводили постройки возле Саксайуамана в течение XII века. Позднее они были, возможно, использованы инками при строительстве Саксайуамана.
В 2007 году на краю этой крепости был обнаружен древний храм, свидетельствовавший о религиозном и военном использовании сооружений народом кильке на Саксайуамане.
Следующие раскопки начались в июне 2007 года, продолжившиеся до 2012 года. 13 марта 2008 года археологи обнаружили руины другого древнего храма, мостовую, ирригационную систему Саксайуамана, ведущую к Куско. Часть храма была разрушена динамитом в начале XX века, когда этот участок земли использовался как каменоломни.
Керамика кильке впервые была описана Джоном Хоулэндом Роуи, ошибочно определив её как «керамику ранних инков». Чаще всего сосуды кильке шаровидные с вертикальными ручками-ремнями с простым геометрическим орнаментом: чёрным или чёрным на красном.